# Spathula
Spathula és un gènere de triclàdide dugèsid que habita l'aigua dolça d'Austràlia i Nova Zelanda.
Fins a l'any 1977 Spathula era considerat un subgènere de Dugesia.

## Descripció
Els individus d'aquest gènere tenen un cap poc triangular.

## Espècies[3]
- Spathula agelaea
- Spathula alba
- Spathula camara
- Spathula dittae
- Spathula foeni
- Spathula fontinalis
- Spathula gourbaultae
- Spathula limicola
- Spathula miserabile
- Spathula musculosa
- Spathula neara
- Spathula ochyra
- Spathula schauinslandi
- Spathula simplex
- Spathula trunculata
- Spathula tryssa